# قرية بيسان السياحية
قرية بيسان السياحية هي حديقة ترفيهية تقع في الجزء الشمالي من غزة. تم بناء القرية السياحية من قبل الحكومة على أراضي وزارة الداخلية التي كانت تستخدم سابقًا كنفايات للقمامة.
يشتمل منتزه الترفيه الذي تبلغ مساحته 270 دونم على قاعة زفاف جديدة وحدائق وملاعب كرة قدم وحوض سباحة بالحجم الأولمبي وحديقة للحيوانات مساحتها 19 هكتارا وملاعب ومطاعم. يقال أن 6000 شخص يزورون المنتزع كل أسبوع؛ يصل البعض في الحافلات التي تدعمها الحكومة. عند الوصول، يدفع الركاب رسوم الدخول. تم بناؤه على أرض مملوكة للحكومة بتكلفة 1.5 مليون دولار ويشرف عليها فتحي حماد، وزير داخلية حماس.
وفقًا لوكالة رويترز، يعد المنتجع جزءًا من «طفرة البناء» في «المنشآت الترفيهية» التي دفعت البعض إلى انتقاد حماس لوضع الأموال في أماكن ترفيهية مثل القرية السياحية في مدينة بيسان والحديقة المائية المجنونة بدلاً من الإسكان والبنية التحتية.